# Holm Schneider

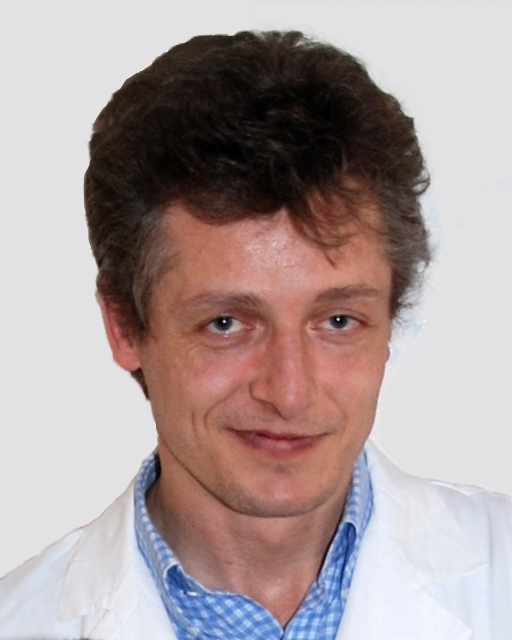
Holm Schneider (2010)

Holm Schneider (* 1. Januar 1969 in Leipzig) ist ein deutscher Kinderarzt, Neonatologe, Genetiker und Buchautor. Er ist Professor und Leiter des Zentrums für Ektodermale Dysplasien am Universitätsklinikum Erlangen. Seine Bücher über Lebenswege von Menschen mit Handicap machten ihn auch außerhalb seiner akademischen Tätigkeit bekannt.

## Leben
Holm Schneider studierte von 1989 bis 1995 als Stipendiat der Studienstiftung des deutschen Volkes Medizin an den Universitäten Leipzig und London und wurde 1996 in Leipzig promoviert. Nach einem Jahr am Universitätsklinikum Leipzig ging er für drei Jahre als Postdoktorand an die University of London. 1999 wechselte er an die Friedrich-Alexander-Universität Erlangen-Nürnberg, wo er sich habilitierte und seine Ausbildung zum Facharzt für Kinder- und Jugendheilkunde abschloss. 2006 wurde er zum Professor für Experimentelle Neonatologie an die Medizinische Universität Innsbruck berufen und baute dort die gleichnamige Forschungsabteilung auf. Im März 2008 nahm er den Ruf auf eine Professur für Kinderheilkunde am Universitätsklinikum Erlangen an. Er erforscht angeborene Krankheiten, die durch Gendefekte oder eine gestörte Differenzierung von Körperzellen verursacht werden, insbesondere genetisch bedingte Hauterkrankungen (s. Genodermatose), und ist Mitglied des Vorstandes der Deutschen Gesellschaft für Perinatale Medizin (DGPM). Seit März 2017 leitet er die Expertengruppe zu Ektodermalen Dysplasien und verwandten Erbkrankheiten im Europäischen Referenz-Netzwerk (ERN) Skin.
Schneider ist verheiratet und Vater von sechs Kindern.

## Forschungsleistungen
Im April 2018 veröffentlichte Schneider die Ergebnisse mehrerer von ihm 2016 durchgeführter Heilversuche der anhidrotischen Form der Ektodermalen Dysplasie. Für diese auf einem Gendefekt beruhende Krankheit gab es bis dahin keine Therapiemöglichkeit. Schneider behandelte die Patienten noch im Mutterleib, was dauerhafte therapeutische Wirkung hatte. Damit gelang, wie das Wissenschaftsmagazin New Scientist später feststellte, die „erste vorgeburtliche Therapie einer genetisch bedingten Krankheit“ mit einem auf die molekulare Ursache fokussierten Ansatz. Die bei der Behandlung der betroffenen Kinder verwendete Methode, ein fehlendes Eiweiß durch Kopplung an die Fc-Komponente menschlicher Antikörper als Transporthilfe in das Blut der ungeborenen Kinder einzuschleusen, wird als eine mögliche Grundlage für die Behandlung weiterer Erbkrankheiten diskutiert. Mit Unterstützung des Bundesministeriums für Bildung und Forschung sowie der Schweizer EspeRare-Stiftung initiierte Schneider eine multizentrische klinische Prüfung des Therapieverfahrens, die noch nicht abgeschlossen ist.

## Ehrenamtliches Engagement
Holm Schneider setzt sich besonders ein für Kinder mit genetischem Handicap, ist ehrenamtlich tätig im Laufclub 21, einem Sportverein für Menschen mit Down-Syndrom, sowie in den medizinischen Beiräten des Bundesverbandes zur Begleitung von Familien vorgeburtlich erkrankter Kinder (BFVEK) e. V., der Selbsthilfegruppen Ektodermale Dysplasie e. V. und Interessengemeinschaft Epidermolysis bullosa-DEBRA Deutschland e. V. und schreibt seit vielen Jahren Bücher über Kinder und Erwachsene, die anders aussehen als die meisten anderen Kinder und Erwachsenen. Zu bioethischen Themen verfasst er auch Gastbeiträge für die Frankfurter Allgemeine Zeitung, den Tagesspiegel und Die Tagespost. Er ist Erster stellvertretender Bundesvorsitzender der Aktion Lebensrecht für Alle (ALfA), der größten deutschen Lebensrechtsorganisation, und Mitglied im Herausgeberbeirat der Zeitschrift für Lebensrecht. Weiter engagiert er sich im Forum Deutscher Katholiken und war Kuratoriumsmitglied von ProLife Deutschland. Er gehörte dem Verwaltungsrat der Krankenkasse für Industrie, Handel und Versicherungen BKK IHV in Wiesbaden an, die ihre umstrittene Kooperation mit ProLife Deutschland im Juni 2012 beendete. Im Dezember 2012 schied er aus dem Verwaltungsrat aus.
An der Aktion „Stoppt PID“, die 2010 die Einführung der Präimplantationsdiagnostik in Deutschland verhindern wollte, hatte er sich maßgeblich beteiligt. In Vorträgen und Presseinterviews äußerte er scharfe Kritik an der Einführung eines umstrittenen vorgeburtlichen Bluttests auf das Down-Syndrom. In einem Gespräch mit der Welt am Sonntag wandte er sich mit den Worten „Das kommt einem Jagdrecht auf Kinder mit Down-Syndrom gleich“ gegen die geplante Aufnahme dieses Tests in den Leistungskatalog der gesetzlichen Krankenkassen. Wirkliche Inklusion beginne „schon vor der Geburt“. In Vorträgen zum Thema „Warum ein perfektes Baby eine Illusion und ein behindertes keine Katastrophe ist“ plädiert er dafür, die „Bilder von Behinderung in unseren Köpfen“ zu korrigieren.

## Auszeichnungen
Erste wissenschaftliche Arbeiten Schneiders wurden mit dem Rolf-Emmrich-Preis der Sächsischen Gesellschaft für Innere Medizin (1996), dem Dr. Carl-Zeise-Preis der Universität Leipzig (1996), dem Förderpreis der Gesellschaft für Thrombose- und Hämostaseforschung (2002) und dem Arthur-Vick-Preis (2004) gewürdigt.
2006 wurde Holm Schneider gemeinsam mit Regina Betz von der Universität Bonn mit dem Gottron-Just-Wissenschaftspreis für seinen Ansatz zur Behandlung der Erbkrankheit Epidermolysis bullosa ausgezeichnet.
Im Jahr 2008 erhielt Schneider zusammen mit seiner Arbeitsgruppe die Goldmedaille der Union of European Neonatal and Perinatal Societies (UENPS) für den Nachweis, dass sich aus bestimmten Stammzellen des Nabelschnurblutes Knochen-, Knorpel-, Skelettmuskel- und Herzmuskelzellen züchten lassen.
2015 erhielt er für sein außergewöhnliches Engagement für Menschen mit Behinderung den Erlanger Inklusionspreis.
Für seine Arbeiten zur vorgeburtlichen Therapie der Ektodermalen Dysplasie wurde ihm neben dem Wissenschaftspreis der European Society for Pediatric Dermatology 2018 und dem Kenneth S. Brown Research Award der National Foundation for Ectodermal Dysplasias der USA der Care-for-Rare Science Award 2019 verliehen.

## Veröffentlichungen

### Wissenschaftliche Veröffentlichungen (Auswahl)
- H. Schneider, C. Coutelle: In utero gene therapy: the case for. In: Nature Medicine. Band 5, Nummer 3, März 1999, S. 256–257, ISSN 1078-8956. doi:10.1038/6458. PMID 10086371.
- S. N. Waddington, S. M. Buckley, M. Nivsarkar, S. Jezzard, H. Schneider, T. Dahse, G. Kemball-Cook, M. Miah, N. Tucker, M. J. Dallman, M. Themis, C. Coutelle: In utero gene transfer of human factor IX to fetal mice can induce postnatal tolerance of the exogenous clotting factor. In: Blood. Band 101, Nummer 4, Februar 2003, S. 1359–1366, ISSN 0006-4971. doi:10.1182/blood-2002-03-0779. PMID 12393743.
- A. Akhmetshina, K. Palumbo, C. Dees, C. Bergmann, P. Venalis, P. Zerr, A. Horn, T. Kireva, C. Beyer, J. Zwerina, H. Schneider, A. Sadowski, M.O. Riener, O.A. MacDougald, O. Distler, G. Schett, J.H. Distler: Activation of canonical Wnt signalling is required for TGF-β-mediated fibrosis.  In: Nature Communications. 3, Article number:735 doi:10.1038/ncomms1734
- F. Pacho, G. Zambruno, V. Calabresi, D. Kiritsi, H. Schneider: Efficiency of translation termination in humans is highly dependent upon nucleotides in the neighbourhood of a (premature) termination codon. In: Journal of Medical Genetics. Band 48, Nummer 9, September 2011, S. 640–644, ISSN 1468-6244. doi:10.1136/jmg.2011.089615. PMID 21693480.
- K. Hermes, P. Schneider, P. Krieg, A. Dang, K. Huttner, H. Schneider: Prenatal therapy in developmental disorders: drug targeting via intra-amniotic injection to treat X-linked hypohidrotic ectodermal dysplasia. In: Journal of Investigative Dermatology. Band 134, Nummer 12, Dezember 2014, S. 2985–2987, ISSN 0022-202X. doi:10.1038/jid.2014.264. PMID 24950237.
- H. Schneider et al.: Prenatal Correction of X-Linked Hypohidrotic Ectodermal Dysplasia. In: The New England Journal of Medicine vom 26. April 2018, 378(17):1604-1610. doi:10.1056/NEJMoa1714322. PMID 29694819.
- H. Schneider et al.: A Causal Treatment for X-Linked Hypohidrotic Ectodermal Dysplasia: Long-Term Results of Short-Term Perinatal Ectodysplasin A1 Replacement In: International Journal of Molecular Sciences vom 12. April 2023, 24(8):7155. doi:10.3390/ijms24087155. PMID 37108325.

### Bücher
- Warum Vampire nicht gern rennen. Stachelbart, Erlangen 2011; 3. Auflage 2015, ISBN 978-3-9814210-1-9 (in mehrere Sprachen übersetzt).
- Wie der Pleitegeier verschwand. Stachelbart, Erlangen 2012, ISBN 978-3-9814210-7-1.
- „Was soll aus diesem Kind bloß werden?“ 7 Lebensläufe von Menschen mit Down-Syndrom. Neufeld Verlag, Schwarzenfeld 2014; 2. Auflage, ISBN 978-3-86256-047-9.
- Neue Nester für die Schwalben. Stachelbart, Erlangen 2014, ISBN 978-3-9814210-8-8.
- Ein Baby im Bauch. Neufeld Verlag, Cuxhaven 2019, 3. Auflage, ISBN 978-3-86256-058-5.
- Gewagte Beziehungen. Neufeld Verlag, Schwarzenfeld 2016, ISBN 978-3-86256-070-7.
- Jeder ist anders. Warum selbst Geschwister sich manchmal gar nicht ähneln und was unsere Gene damit zu tun haben. Stachelbart, Erlangen 2023, 2. Auflage, ISBN 978-3-945648-10-0 (Übersetzung aus dem Englischen).
- Ole und die Werkstatt für zu kurze Beine. Stachelbart, Erlangen 2022, ISBN 978-3-945648-11-7.
- Tavi und die riesengroße Angst. Neufeld Verlag, Cuxhaven 2023, ISBN 978-3-86256-190-2.
- Multidisciplinary Approach to Ectodermal Dysplasia. Springer Nature 2025, ISBN 978-3031757891.